# Uvaria tanzaniae
Uvaria tanzaniae este o specie de plante angiosperme din genul Uvaria, familia Annonaceae, descrisă de Bernard Verdcourt. A fost clasificată de IUCN ca specie vulnerabilă. Conform Catalogue of Life specia Uvaria tanzaniae nu are subspecii cunoscute.